# Marsha Timothy
Marsha Timothy (Jakarta, 8 de gener de 1979) és una actriu i model indonèsia.

## Biografia
Marsha Timothy és d'origen palembang, batak i alemany. És la més jove de sis fills d'Eugene Timothy, productor musical i propietari de la companyia discogràfica Remaco i Erna Hoekwater-Timothy. El 2002, un representant d'una oficina de publicitat es va reunir amb Marsha a Plaza Indonesia. Va convidar a Marsha a participar en la selecció de càsting. Aleshores, Marsha va ser seleccionada amb èxit com a model de publicitat per als productes de bellesa Pond's. Marsha va debutar com Sandhika a la pel·lícula Ekspedisi Madewa el 2006. El 2012 es va casar amb l'actor Vino G. Bastian. L'any següent, va donar a llum una filla, Jizzy Pearl Bastian.

## Filmografia

### Cinema
| Any        | Títol                                           | Paper                | Notes                     |
| ---------- | ----------------------------------------------- | -------------------- | ------------------------- |
| 2006       | Ekspedisi Madewa                                | Sandhika             |                           |
| 2007       | Coklat Stroberi                                 | Citra                |                           |
| 2007       | Merah itu Cinta                                 | Raisa                |                           |
| 2008       | Otomatis Romantis                               | Nadia                |                           |
| 2008       | Love                                            | Tia dewasa           |                           |
| 2008       | From Bandung with Love                          | Vega                 |                           |
| 2008       | In the Name of Love                             | Citra muda           | No acreditada             |
| 2008       | Cinta Setaman                                   | Nilina               | Segment: Wa'alaikum Salam |
| 2009       | Pintu Terlarang                                 | Talyda Sasongko      |                           |
| 2009       | Pintu Terlarang                                 | Pusparanti           |                           |
| 2011       | Khalifah                                        | Khalifah             |                           |
| 2011       | Belkibolang                                     | Nuri                 | Segment: Percakapan Ini   |
| 2011       | Oh Tidak..!                                     | Meisya               |                           |
| 2012       | Modus Anomali                                   | Perempuan B          |                           |
| 2013       | Tampan Tailor                                   | Prita                |                           |
| 2013       | Air Mata Terakhir Bunda                         | Lauren               |                           |
| 2014       | The Raid 2: Berandal                            | Dwi                  |                           |
| 2015       | Nada untuk Asa                                  | Nada                 |                           |
| 2015       | Toba Dreams                                     | Andini               |                           |
| 2017       | Marlina, Si Pembunuh dalam Empat Babak          | Marlina              |                           |
| 2018       | Kulari ke Pantai                                | Uci                  |                           |
| 2018       | Wiro Sableng: Pendekar Kapak Maut Naga Geni 212 | Bidadari Angin Timur |                           |
| 2019       | Bebas                                           | Vina dewasa          |                           |
| 2020       | Toko Barang Mantan                              | Laras                |                           |
| 2020       | Asih 2                                          | Sylvia               |                           |
| 2021       | Surga yang Tak Dirindukan 3                     | Meirose              |                           |
| 2022       | Miracle in Cell No. 7                           | Juwita               |                           |
| 2022       | Noktah Merah Perkawinan                         | Ambarwati            |                           |
| 2022       | Qodrat                                          | Yasmin               |                           |
| 2022       | The Big 4                                       | Lady Zero            |                           |
| 2023       | Kembang Api                                     | Sukma                |                           |
| 2024       | Titip Surat untuk Tuhan                         | Utari                |                           |
| 2024       | Monster                                         | Murni                |                           |
| 2024       | Kang Mak from Pee Mak                           | Sari                 |                           |
| 2024       | My Annoying Brother                             | Cik Riyana           |                           |
| 2024       | 2nd Miracle in Cell No. 7                       | Juwita               |                           |
| 2025       | Tukar Takdir                                    | Anindita Suwarso     |                           |
| A anunciar | The Big 4: Badai Pasti Kembali                  | Lady Zero            |                           |

### Sèries de televisió
| Any  | Títol          | Paper            | Notes     |
| ---- | -------------- | ---------------- | --------- |
| 2006 | ISINEMA        | Bunga Anggraini  | Episodi 3 |
| 2006 | Nyanyian Cinta | Cynthia Jamil    |           |
| 2007 | Jomblo         | Adilah           |           |
| 2007 | Kekasih        | Irene            |           |
| 2011 | Calon Bini     | Nurlela          |           |
| 2022 | Menolak Talak  | Natasha Aryapura |           |

## Premis
A nivell internacional va guanyar el Premi a la millor actriu al L Festival Internacional de Cinema Fantàstic de Catalunya pel seu paper a Marlina Si Pembunuh dalam Empat Babak el 2017.